# Горња Трамошница (Пелагићево)
Горња Трамошница је насељено мјесто у општини Пелагићево, Република Српска, БиХ. Према попису становништва из 1991. у насељу је живјело 1.463 становника.

## Мјесна заједница
МЗ Горња Трамошница се састоји од насељених мјеста Округлић, Блудник, Тузлани, Козићи, Брдо, Ковачићи и Пушкарић.

## Становништво
| Демографија | Демографија | Демографија |
| Година      | Становника  | Становника  |
| ----------- | ----------- | ----------- |
| 1948.       | 1.223       |             |
| 1953.       | 1.001       |             |
| 1961.       | 1.084       |             |
| 1971.       | 1.404       |             |
| 1981.       | 1.388       |             |
| 1991.       | 1.457       |             |
| 2013.       | 450         |             |